# ستونفيل (كارولاينا الشمالية)
ستونفيل (بالإنجليزية: Stoneville town, North Carolina)‏ هي بلدة تقع بولاية كارولاينا الشمالية في الولايات المتحدة. تبلغ مساحتها 3.70 كم2، وترتفع عن سطح البحر 253 م، بلغ عدد سكانها 1,056 نسمة في عام 2010 حسب إحصاء مكتب تعداد الولايات المتحدة وتصل الكثافة السكانية فيها 285.4 نسمة لكل كيلومتر مربع (739.2/ميل2).

## التركيبة السكانية
حدّد مكتب تعداد الولايات المتحدة بيانات التركيبة السكانية لستونفيل في تعداد الولايات المتحدة. في ما يلي، التركيبة السكانية حسب تعدادي 2000 و2010.

### تعداد عام 2000
بلغ عدد سكان ستونفيل 1,002 نسمة بحسب تعداد عام 2000، وبلغ عدد الأسر 469 أسرة وعدد العائلات 292 عائلة مقيمة في البلدة. في حين سجلت الكثافة السكانية 270.8 نسمة لكل كيلومتر مربع (701.4/ميل2). وبلغ عدد الوحدات السكنية 518 وحدة بمتوسط كثافة قدره 140 لكل كيلومتر مربع (362.6/ميل2).
وتوزع التركيب العرقي للبلدة بنسبة 77.64% من البيض و19.26% من الأمريكيين الأفارقة و0.10% من سكان جزر المحيط الهادئ و2.10% من الأعراق الأخرى و0.90% من عرقين مختلطين أو أكثر و3.59% من الهسبانيون أو اللاتينيون من أي عرق.
بلغ عدد الأسر 469 أسرة كانت نسبة 23.2% منها لديها أطفال تحت سن الثامنة عشر تعيش معهم، وبلغت نسبة الأزواج القاطنين مع بعضهم البعض 47.3% من أصل المجموع الكلي للأسر، ونسبة 11.9% من الأسر كان لديها معيلات من الإناث دون وجود شريك،  بينما كانت نسبة 3% من الأسر لديها معيلون من الذكور دون وجود شريكة وكانت نسبة 37.7% من غير العائلات. تألفت نسبة 35.2% من أصل جميع الأسر من عدة أفراد يعيشون في نفس المنزل ونسبة 20% كانت تتألف من شخص يعيش بمفرده يبلغ من العمر 65 عاماً أو أكثر. وبلغ متوسط حجم الأسرة المعيشية 2.13، أما متوسط حجم العائلات فبلغ 2.73.
بلغ العمر الوسطي للسكان 44.6 عاماً. وكانت نسبة 20% من القاطنين تحت سن الثامنة عشر، وكانت نسبة 5.8% بين الثامنة عشر والرابعة والعشرين عاماً، ونسبة 24.7% كانت واقعةً في الفئة العمرية ما بين الخامسة والعشرين والرابعة والأربعين عاماً، ونسبة 25.9% كانت ما بين الخامسة والأربعين والرابعة والستين، ونسبة 23.6% كانت ضمن فئة الخامسة والستين عاماً فما فوق. يوجد لكل 100 أنثى 83.7 ذكر، ويوجد لكل 100 أنثى في الثامنة عشر من عمرها فما فوق 79.2 ذكر.
بلغ متوسط دخل الأسرة في البلدة 28,313 دولارًا، أما متوسط دخل العائلة فبلغ 39,375 دولارًا. وكان متوسط دخل الذكور 26,167 دولارًا مقابل 21,354 دولارًا للإناث. وسجل دخل الفرد الخاص بالبلدة 17,255 دولارًا. وكانت نسبة 8.2% من العائلات ونسبة 12.7% من السكان تحت خط الفقر، وكان من هؤلاء نسبة 17% تحت سن الثامنة عشر ونسبة 20.9% في الخامسة والستين من العمر وما فوق.

### تعداد عام 2010
بلغ عدد سكان ستونفيل 1,056 نسمة بحسب تعداد عام 2010، وبلغ عدد الأسر 464 أسرة وعدد العائلات 299 عائلة مقيمة في البلدة. في حين سجلت الكثافة السكانية 285.4 نسمة لكل كيلومتر مربع (739.2/ميل2). وبلغ عدد الوحدات السكنية 537 وحدة بمتوسط كثافة قدره 145.1 لكل كيلومتر مربع (375.8/ميل2).
وتوزع التركيب العرقي للبلدة بنسبة 78.60% من البيض و16.19% من الأمريكيين الأفارقة و0.19% من الأمريكيين الأصليين و0.28% من الأمريكيين ذوي الأصول الآسيوية و0.09% من سكان جزر المحيط الهادئ و1.99% من الأعراق الأخرى و2.65% من عرقين مختلطين أو أكثر و3.79% من الهسبانيون أو اللاتينيون من أي عرق.
بلغ عدد الأسر 464 أسرة كانت نسبة 27.4% منها لديها أطفال تحت سن الثامنة عشر تعيش معهم، وبلغت نسبة الأزواج القاطنين مع بعضهم البعض 44.6% من أصل المجموع الكلي للأسر، ونسبة 15.3% من الأسر كان لديها معيلات من الإناث دون وجود شريك،  بينما كانت نسبة 4.5% من الأسر لديها معيلون من الذكور دون وجود شريكة وكانت نسبة 35.6% من غير العائلات. تألفت نسبة 32.5% من أصل جميع الأسر من عدة أفراد يعيشون في نفس المنزل ونسبة 17.9% كانت تتألف من شخص يعيش بمفرده يبلغ من العمر 65 عاماً أو أكثر. وبلغ متوسط حجم الأسرة المعيشية 2.28، أما متوسط حجم العائلات فبلغ 2.90.
بلغ العمر الوسطي للسكان 42.6 عاماً. وكانت نسبة 22.1% من القاطنين تحت سن الثامنة عشر، وكانت نسبة 5.5% بين الثامنة عشر والرابعة والعشرين عاماً، ونسبة 25.4% كانت واقعةً في الفئة العمرية ما بين الخامسة والعشرين والرابعة والأربعين عاماً، ونسبة 26.9% كانت ما بين الخامسة والأربعين والرابعة والستين، ونسبة 20.2% كانت ضمن فئة الخامسة والستين عاماً فما فوق. وتوزع التركيب الجنسي للسكان بنسبة 46.3% ذكور و53.7% إناث.

## وصلات خارجية
- الموقع الرسمي